# Pickles (chien)
Pour les articles homonymes, voir Pickle.
Pickles (né en 1962 ou 1963, mort en 1967) est un chien de race colley noir et blanc, célèbre pour son rôle dans la recherche du trophée Jules Rimet de la Coupe du monde de football volé en mars 1966, quatre mois avant le coup d'envoi de la Coupe du monde de football de 1966 en Angleterre.

## Vol du trophée
Le trophée Jules Rimet de la Coupe du monde de football est volé dans l'après-midi du dimanche 20 mars 1966. Il avait été exposé au public dans une vitrine lors de l'exposition philatélique "Sport with Stamps" de Stanley Gibbons au Central Hall de Westminster. Le voleur ignore les timbres rares d'une valeur de 3 millions de livres sterling pour voler le trophée en vermeil, qui était généralement considéré comme valant beaucoup moins.
Un appel téléphonique d'un homme se faisant appeler "Jackson" à Joe Mears, président du Chelsea FC et de  la Fédération anglaise de football, l'alerte qu'un colis serait déposé à Stamford Bridge le lendemain : il contient une demande de rançon de 15 000 £, accompagnée de la doublure amovible du haut du trophée. Le colis est remis à la police, qui prend ensuite rendez-vous avec "Jackson". Cependant, lorsqu'ils arrêtent l'homme qui avait envoyé le colis, dont le vrai nom était Edward Betchley, il affirme n'être qu'un intermédiaire et que le vrai coupable est un homme nommé "The Pole" ("le Polonais"). Betchley est finalement reconnu coupable d'avoir exigé de l'argent avec menace et condamné à deux ans d'emprisonnement. S'il y avait bien d'autres personnes impliquées dans le vol, personne d'autre n'a jamais été retrouvé.

## Récupération du trophée
Le trophée est retrouvé le dimanche 27 mars, sept jours seulement après son vol, enveloppé dans du papier journal posé près de la roue avant d'une voiture garée à Beulah Hill, Upper Norwood, dans le sud Londres par Pickles, alors âgé de quatre ans. Il se promenait alors avec son propriétaire, David Corbett, qui travaillait comme marin sur la Tamise,. L'homme est brièvement été soupçonné d'être impliqué dans le vol, avant d'être mis hors de soupçon. Lorsque l'équipe d'Angleterre remporté la compétition, Pickles est invité au banquet de célébration en guise de récompense.
David Corbett reçoit environ 5 000 livres en guise de récompense. Il utilise l'argent pour acheter une maison à Lingfield, Surrey, en 1967. Pickles reçoit la médaille d'argent de la National Canine Defence League (en) (maintenant Dogs Trust).
La Football Association avait une réplique de la coupe en métal, à des fins publicitaires, afin que l'original en or puisse être conservé en toute sécurité. La coupe originale a été attribuée de manière permanente au Brésil après la Coupe du monde de football de 1970, mais a été volée au siège de la Confédération brésilienne de football à Rio de Janeiro en décembre 1983 et n'a jamais été retrouvée. La réplique a été achetée par la FIFA aux enchères en 1997 pour 254 000 £ et est détenue par le National Football Museum (en) de Manchester.

## Vie ultérieure
Pickles joue avec Eric Sykes et June Whitfield dans le film Un micro dans le nez (1966),. Il apparaît dans plusieurs autres programmes télévisés, dont Blue Peter. Il est nommé "Chien de l'année" 1966 et reçoit une année de nourriture gratuite par le fabricant d'aliments pour animaux Spillers.
Pickles est mort en 1967 lorsqu'il s'étrangle avec son collier, accroché à une branche d'arbre, alors qu'il poursuivait un chat près de sa nouvelle maison à Surrey,. Il est enterré dans le jardin de son propriétaire et son collier est exposé au National Football Museum de Manchester.

## Postérité
Une version fictive de l'histoire est racontée dans un drame ITV de 2006 écrit par Michael Chaplin, intitulé Pickles: The Dog Who Won The World Cup.
Une plaque est installée lors de la Coupe du monde 2018 en Angleterre, près de l'endroit où Pickles a trouvé le trophée sur Beulah Hill, Upper Norwood. La plaque est commandée et installée par Adam Thoroughgood, un résident local.